# Kieran Halpin

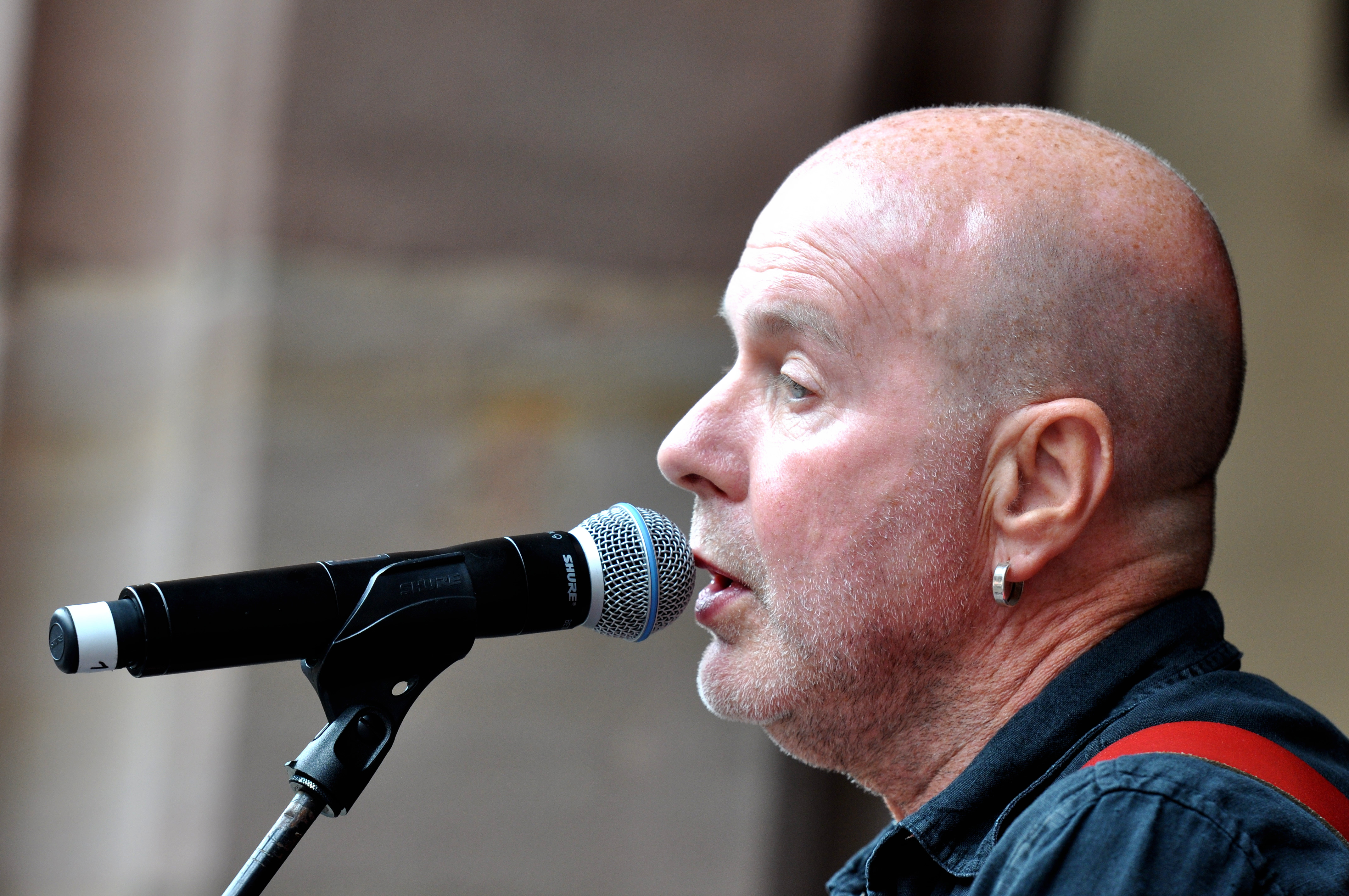
Kieran Halpin 2015 beim 'Bardentreffen' Festival in Nürnberg

Kieran Halpin (* 4. Juni 1955 in Drogheda, County Louth; † 5. Oktober 2020 in Deutschland) war ein irischer Gitarrist und Songwriter.

## Biografie
Aufgewachsen in Collon besuchte er die Schule in Tullyallen, Irland. Seine erste Gitarre war eine spanische Gitarre mit Nylonsaiten. Nach der Schule ging Kieran mit achtzehn nach Dublin. Er trat als Straßenkünstler auf und besuchte Clubs, wo er Musiker wie Christy Moore, Paul Brady, Andy Irvine traf, die seine Arbeit beeinflussten. Kieran spielte als Duo mit Pat Armstrong Stained Glass Window – bevor er mit Paul Ward (später Father Ward) beim The Letterkenny Song Festival in 1974 gewann. 1975 ging Kieran nach Leeds in West Yorkshire England, wo er Musikern wie Gordon Tyrell und Jon Strong begegnete.
Kieran verstand es, seine Texte mit seinen Melodien und seinem eigenen kraftvollen, akustischen Gitarrensound zu verknüpfen. Viele seiner Songs wurden unter anderem von Dolores Keane, John Wright, Vin Garbutt und Ilse de Lange interpretiert. Seine Musik und Performance erinnerten an Van Morrison, Joni Mitchell, Paul Brady und John Martyn.
Am 5. Oktober 2020 wurde das Ableben von Kieran verkündet, das unzählige Kollegen, Freunde und Fans zur Veröffentlichung von Videos, Bildern und Anekdoten inspirierte, um gemeinsam zu trauern.

## Touren
In den Jahren 1975 bis 1978 lebte Kieran in Amsterdam, Niederlande, und tourte mit Jon durch Großbritannien, Irland, Dänemark, Norwegen, Niederlande und Deutschland. Er komponierte Songs wie Port of Call in Oslo, The Naked Mannequin in Kopenhagen, Mid Air in Korfu, Friend for Awhile in Deutschland, Love Takes You in Irland und Believing in Amsterdam.
Ende 1978 traf Kieran auf den Geordie-Geiger und Sänger Tom McConville, der bereits für britische Volksmusik bekannt war. Kieran tourte vier Jahre lang mit Tom durch Europa, aber auch Kanada.
Nach der Trennung von Tom Ende 1982 ging Kieran zurück nach Dublin. In den folgenden zehn Jahren produzierte Kieran sechs Alben. Während dieser Zeit tourte Kieran mit seiner Band Kieran Halpin and the Guest List, bestehend aus Manus Lunny (bouzouki/Sänger von Capercaille), Maartin Allcock (fretloze Bass/Vocals – später Fairport Convention und Jethro Tull).
1993 übersiedelte Kieran nach Edinburgh, Schottland, ab 1995 veröffentlichte er neun weitere Alben.
1999 tourte Kieran durch Großbritannien (Insel), Deutschland, Dänemark, die Niederlande, Österreich und Irland.
2007 ging er auf Solo-Tour durch Deutschland und Irland, Ende 2007 ging er für zwölf Monate nach Australien.

## Diskografie
- 1979 Port of Call – mit Tom McConville
- 1981 The Streets of Everywhere – mit Tom McConville
- 1983 The Man who Lives in Bottles – Erstes Solo-Album
- 1985 Live and Kicking – Maartin Allcock am Bass
- 1989 Crystal Ball Gazing
- 1991 Mission Street – mit Davy Spillane am Irischen Dudelsack/Uilleann Pipes
- 1992 Akoustic – mit Jimmy Faulkner an der Gitarre
- 1993 The Rite Hand
- 1995 Glory Dayz – mit Chris Jones an der Gitarre
- 1997 Closing Time in Paradise – Duo Album mit Komponist/Pianist Anth Kaley
- 1998 Solo – produziert von Kieran in seiner Garage.
- 2000 Jangle – produziert in England, mit Maartin Allcock, Gerry Conway, Chris Leslie, Sally Barker, Chris Parkinson und Inderjit Kalyama
- 2001 Back Smiling Again
- 2001 Moving Air – mit Gitarrist Chris Jones
- 2003 Bootleg – The Missing Songs – ‘79/’83, eine Sammlung älterer, bisher unveröffentlichter Songs
- 2004 The Roundtower Sessions
- 2005 A Box of Words and Tunes – mit Maartin Allcock
- 2009 The deal we made with god – mit Jimmy Smith/Gitarre, Maart Allcock/Bass, Yogi Jockusch/Percussion und Dave Milligan/Wurlitzer piano.
- 2010 Road Train Driver – produziert als Promotion der Europa-Tour.
- 2011 The devil and his dealing – mit Jimmy Smith/Gitarre, Manfred Leuchter/Akkordeon, Percy Pursglove/double bass, Yogi Jockusch/Percussion und Marion Fleetwood/Background Vocals.
- 2014 One Night In Germany – Live-DVD mit Chris Jones im Stellwerk in Schelklingen, Deutschland.
- 2015 It’s Always 3.15 – aufgenommen in Wiener Neustadt, Österreich von Franz Kaspar
- 2017 Doll – aufgenommen in den Musiktemple Studios in Aachen, Deutschland von Manfred Leuchter, mit Manfred Leuchter – Akkordeon, Piano und Melodika, Yogi Jockusch – Percussion und Antoine Putz – Bass.